# 東十條站
東十條站（日语：／ Higashi-jūjō eki */?）位於日本東京都北區東十條三丁目，是東日本旅客鐵道（JR東日本）的鐵路車站。車站編號是JK 37。
此站停靠的路線在軌道名稱上是東北本線（詳情參見路線條目與鐵道路線的名稱），但此站只有行走電車線的京濱東北線列車停靠，旅客導覽不顯示「東北（本）線」。依據特定都區市內，本站屬於「東京都區內」。

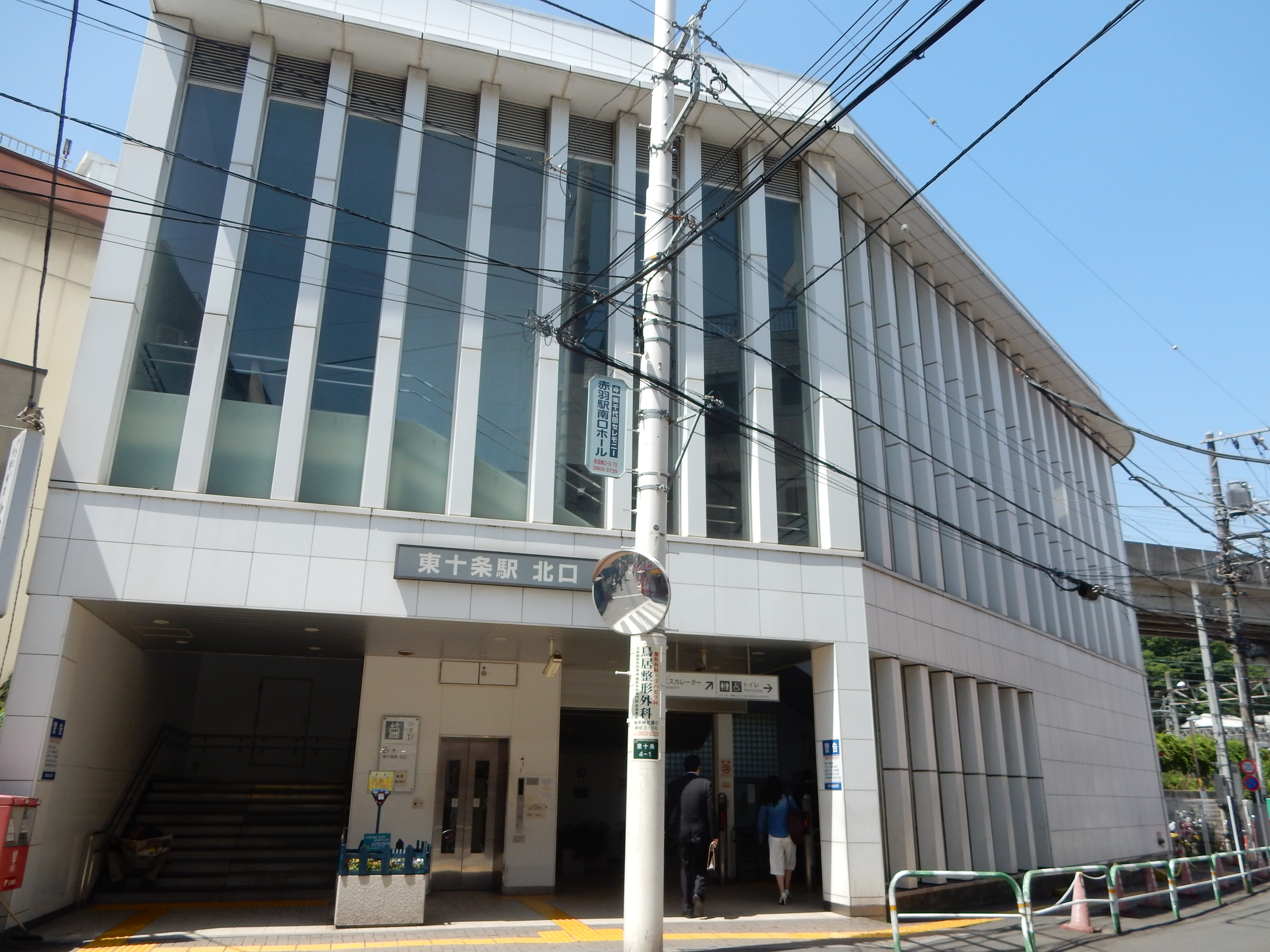
北口（2017年5月）

## 車站構造
東十條站採用島式月台2面3線設計，左右兩邊供各站停車、快速電車使用，中線（2、3號月台共用）供以本站為起、終點站的電車使用。車站有兩個出入口（北口、南口），需經設於月台兩端的樓梯前往。
本站不設綠窗口，購買特別的車票時，除了部分可使用自動售票機購買外，其餘大部分都需要到附近的赤羽站購買。

### 月台配置
| 月台 | 路線       | 方向 | 目的地                           | 備註     |
| ---- | ---------- | ---- | -------------------------------- | -------- |
| 1    | 京濱東北線 | 南行 | 上野、東京、橫濱、磯子、大船方向 |          |
| 2    | 京濱東北線 | 南行 | 上野、東京、橫濱、磯子、大船方向 | 共用軌道 |
| 3    | 京濱東北線 | 北行 | 赤羽、浦和、大宮方向             | 共用軌道 |
| 4    | 京濱東北線 | 北行 | 赤羽、浦和、大宮方向             |          |

（來源：JR東日本:車站構內圖 （页面存档备份，存于））

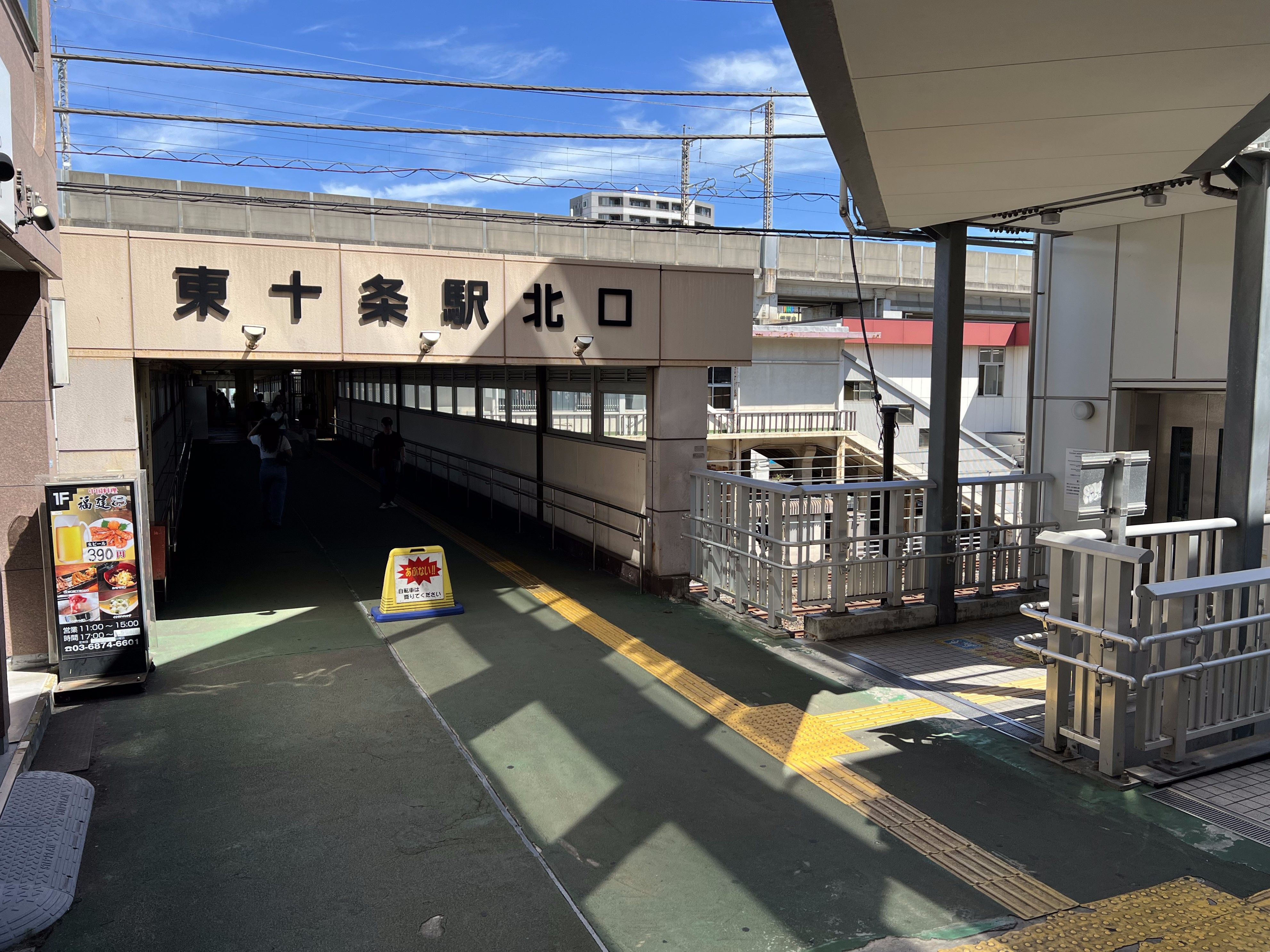
天橋上的北口（2024年9月）
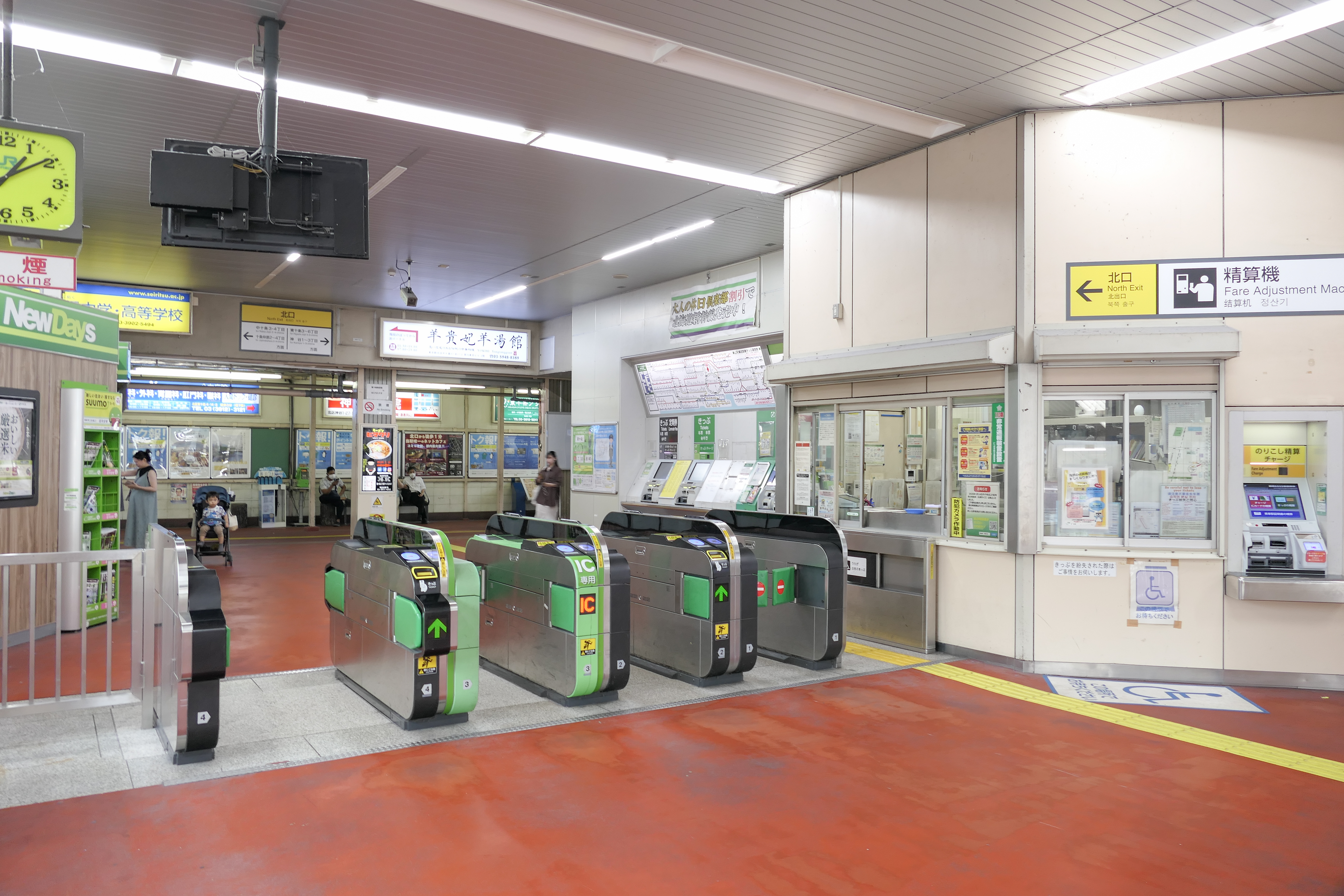
北驗票閘口（2023年5月）
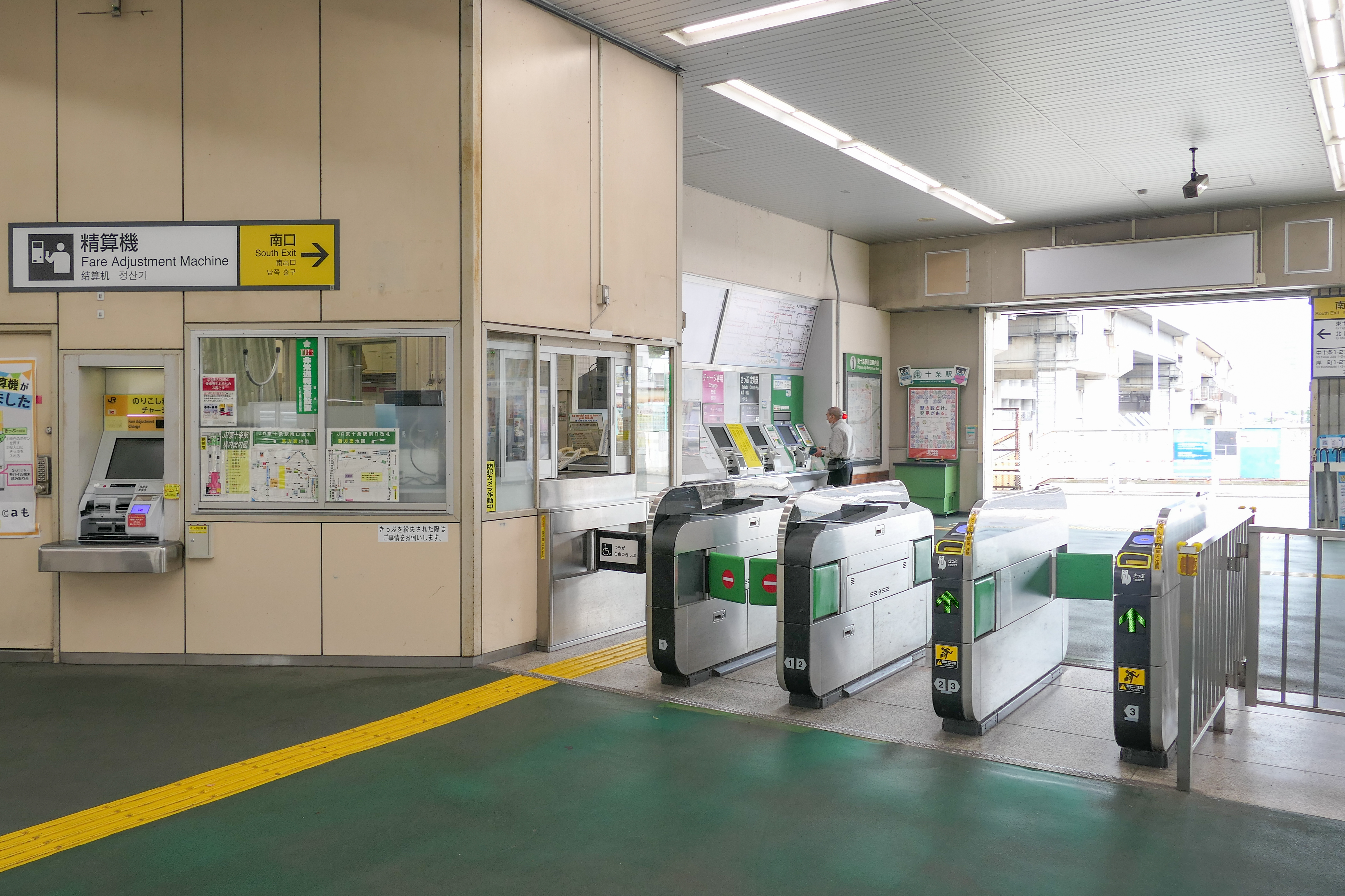
南驗票閘口（2023年5月）
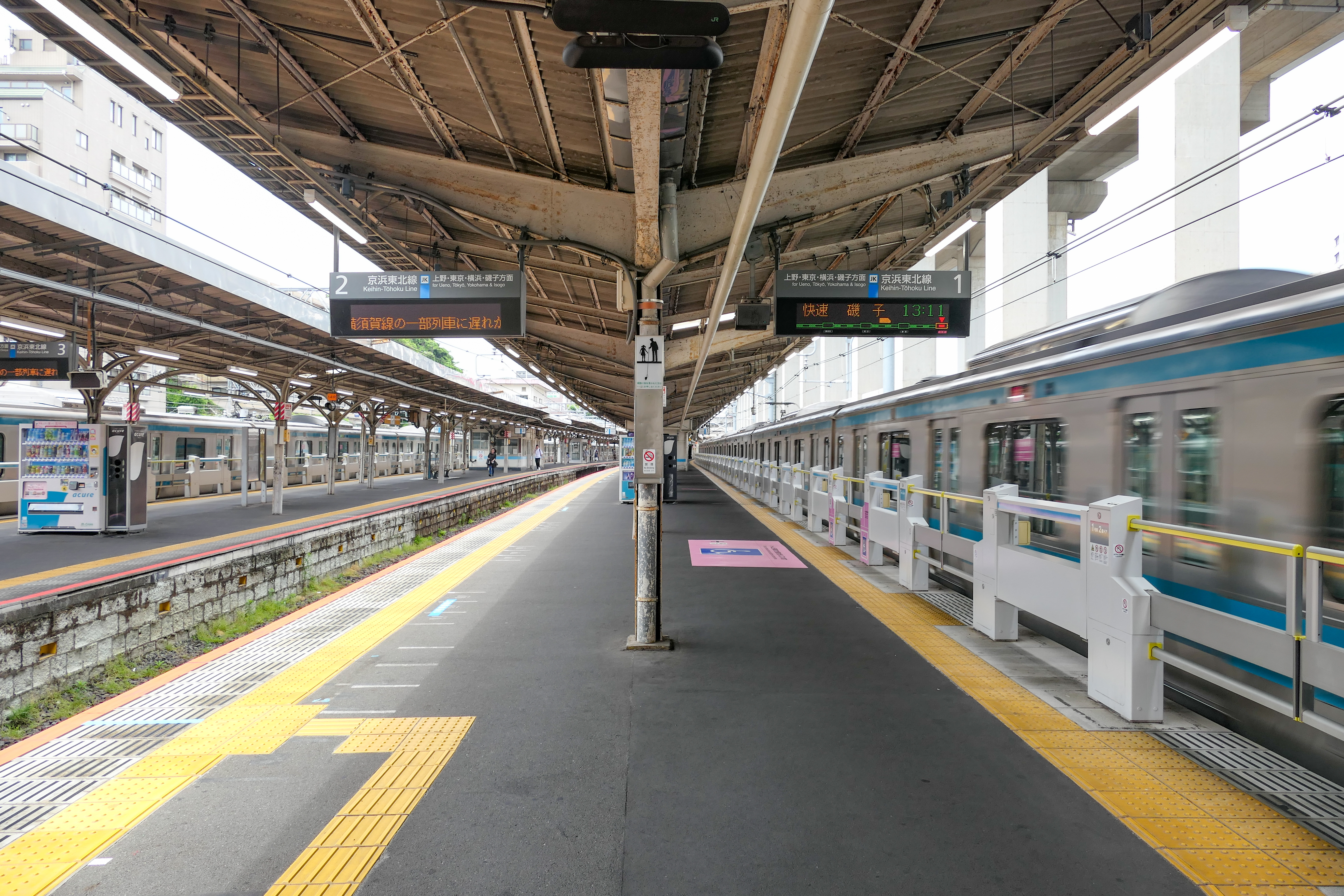
1號與2號月台（2023年5月）
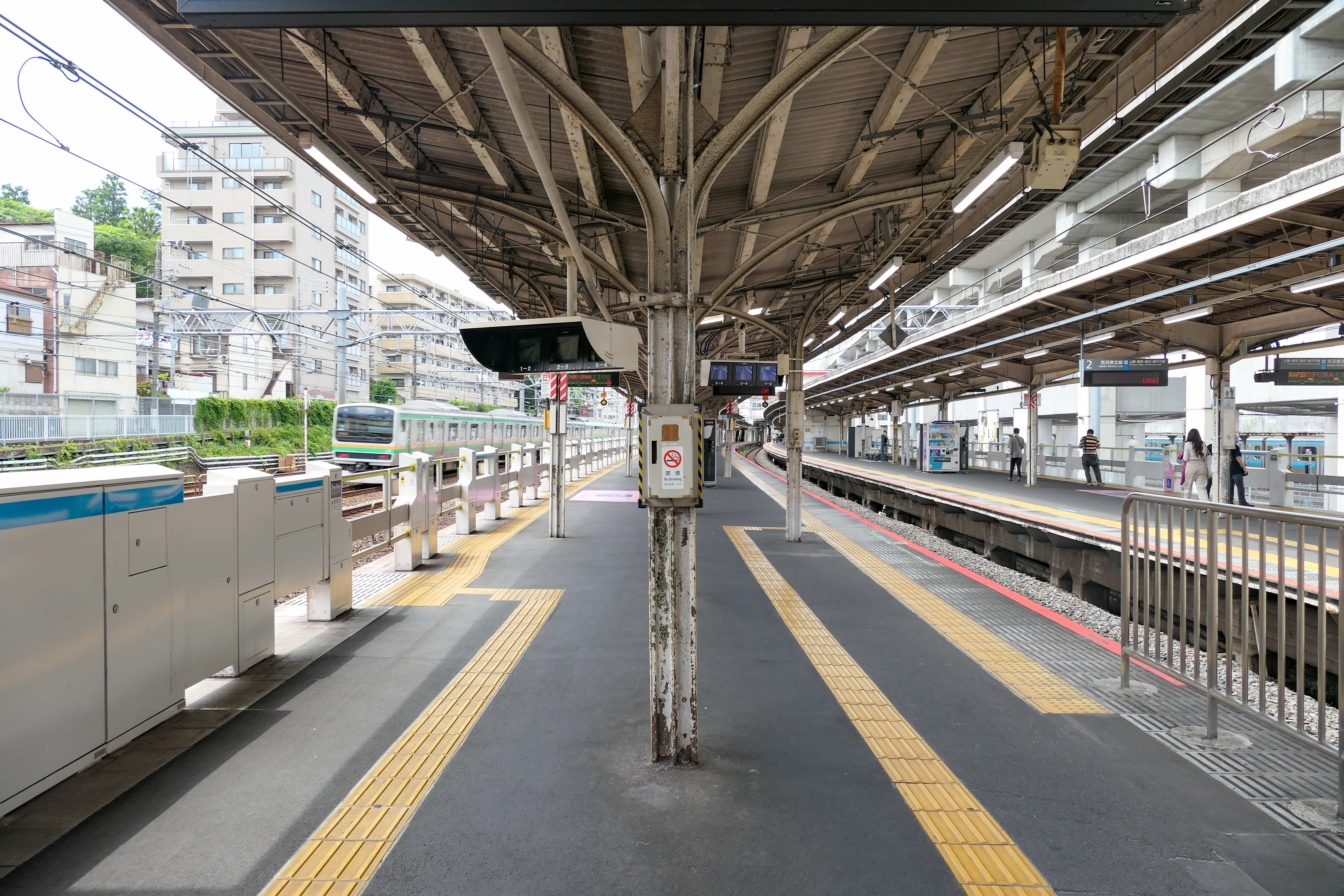
3號與4號月台（2023年5月）

- 通常定期電車都不會被安排在3號月台出發。

## 使用情況
2019年（令和元年）度1日平均上車人次為24,317人。京濱東北線車站當中僅多於上中里站、新子安站。
近年的推移如下表。
| 年度               | 1日平均 上車人次 | 來源     |
| ------------------ | ---------------- | -------- |
| 1990年（平成02年） | 28,112           | [ * 1 ]  |
| 1991年（平成03年） | 27,967           | [ * 2 ]  |
| 1992年（平成04年） | 26,405           | [ * 3 ]  |
| 1993年（平成05年） | 25,964           | [ * 4 ]  |
| 1994年（平成06年） | 25,518           | [ * 5 ]  |
| 1995年（平成07年） | 25,284           | [ * 6 ]  |
| 1996年（平成08年） | 24,370           | [ * 7 ]  |
| 1997年（平成09年） | 23,506           | [ * 8 ]  |
| 1998年（平成10年） | 23,386           | [ * 9 ]  |
| 1999年（平成11年） | 23,041           | [ * 10 ] |
| 2000年（平成12年） | 22,647           | [ * 11 ] |
| 2001年（平成13年） | 22,402           | [ * 12 ] |
| 2002年（平成14年） | 22,278           | [ * 13 ] |
| 2003年（平成15年） | 22,111           | [ * 14 ] |
| 2004年（平成16年） | 21,809           | [ * 15 ] |
| 2005年（平成17年） | 21,538           | [ * 16 ] |
| 2006年（平成18年） | 21,601           | [ * 17 ] |
| 2007年（平成19年） | 21,625           | [ * 18 ] |
| 2008年（平成20年） | 21,529           | [ * 19 ] |
| 2009年（平成21年） | 21,566           | [ * 20 ] |
| 2010年（平成22年） | 21,762           | [ * 21 ] |
| 2011年（平成23年） | 21,628           | [ * 22 ] |
| 2012年（平成24年） | 21,772           | [ * 23 ] |
| 2013年（平成25年） | 22,140           | [ * 24 ] |
| 2014年（平成26年） | 22,155           | [ * 25 ] |
| 2015年（平成27年） | 22,650           | [ * 26 ] |
| 2016年（平成28年） | 22,983           | [ * 27 ] |
| 2017年（平成29年） | 23,769           | [ * 28 ] |
| 2018年（平成30年） | 24,270           | [ * 29 ] |
| 2019年（令和元年） | 24,317           |          |

## 車站周邊
- 北區保健所
- 八木醫院
- 神谷醫院
- 明理會中央綜合醫院（板橋中央綜合醫院）集團
- 北本通（國道122號）
- 環七通（東京都道318號環狀七號線）
- 成立學園中學校、成立高等學校

### 巴士路線
最接近的巴士站是位於平和橋交叉點（環七通和東本通交界）附近的「東十條四丁目」停留所，從本站北口步行7分鐘可達。該處的巴士路線分別由東京都交通局、國際興業及關東巴士營運。
其中赤31是由國際興業及關東巴士聯營，王78是由東京都交通局營運，其餘路線則由國際興業營運。
東十條四丁目（環七通上）
- 王78：往新宿站西口、杉並車庫、王子站（經大和町、野方）
- 王54：往上板橋站、王子站（經大和町）
- 赤27-2：往赤羽車庫（深夜路線）
- 赤25、赤25-2：循環
- 赤26：往舍人團地
- 赤27、赤27-2：往西新井站（深夜路線）

東十條四丁目（東本通上）（省略停靠環七通上的路線）
- 赤25、赤25-3、赤26、赤27、赤31、赤95：往赤羽東口站（深夜路線）
- 赤31：往高圓寺站北口（經大和町、中板橋站入口、野方站）
- 赤95：往赤羽車庫
- 深夜快速巴士線：池袋站西口→東十條四丁目→東浦和站（只可下車）

## 歷史
- 1927年（昭和2年）10月 - 民間要求設置車站。
- 1929年（昭和4年）5月 - 全國鐵道局會議決定設置車站。
- 1930年（昭和5年）12月 - 車站落成。
- 1931年（昭和6年）8月1日－京濱線（京濱東北線的前身）正式延長至赤羽站，車站於同日開業。同時開設下十條運轉區。
- 1957年（昭和32年）4月1日－因為町名變更的關係，站名改稱為東十條。
- 1967年（昭和42年）10月1日－改建南行線月台。
- 1968年（昭和43年）4月1日－改建本屋口站舍。
- 1987年（昭和62年）4月1日－國鐵分割民營化，東十條站由JR東日本接手經營。
- 2001年（平成13年）11月18日 - 本站開始接受Suica智能卡。
- 2005年（平成17年）3月：綠色窗口廢止，改設指定席售票機[2]。
- 2020年（令和2年）11月28日：1・4號月台啟用月台閘門[3]。

## 相鄰車站
東日本旅客鐵道
 京濱東北線
■快速、■各站停車
王子（JK 36）－東十條（JK 37）－赤羽（JK 38）

### 使用情況
1. ↑  東京都統計年鑑 （页面存档备份，存于） - 東京都

JR東日本2000年度以後的上車人次
1. ↑  各駅の乗車人員（2000年度） （页面存档备份，存于） - JR東日本
2. ↑  各駅の乗車人員（2001年度） （页面存档备份，存于） - JR東日本
3. ↑  各駅の乗車人員（2002年度） （页面存档备份，存于） - JR東日本
4. ↑  各駅の乗車人員（2003年度） （页面存档备份，存于） - JR東日本
5. ↑  各駅の乗車人員（2004年度） （页面存档备份，存于） - JR東日本
6. ↑  各駅の乗車人員（2005年度） （页面存档备份，存于） - JR東日本
7. ↑  各駅の乗車人員（2006年度） （页面存档备份，存于） - JR東日本
8. ↑  各駅の乗車人員（2007年度） （页面存档备份，存于） - JR東日本
9. ↑  各駅の乗車人員（2008年度） （页面存档备份，存于） - JR東日本
10. ↑  各駅の乗車人員（2009年度） （页面存档备份，存于） - JR東日本
11. ↑  各駅の乗車人員（2010年度） （页面存档备份，存于） - JR東日本
12. ↑  各駅の乗車人員（2011年度） （页面存档备份，存于） - JR東日本
13. ↑  各駅の乗車人員（2012年度） （页面存档备份，存于） - JR東日本
14. ↑  各駅の乗車人員（2013年度） （页面存档备份，存于） - JR東日本
15. ↑  各駅の乗車人員（2014年度） （页面存档备份，存于） - JR東日本
16. ↑  各駅の乗車人員（2015年度） （页面存档备份，存于） - JR東日本
17. ↑  各駅の乗車人員（2016年度） （页面存档备份，存于） - JR東日本
18. ↑  各駅の乗車人員（2017年度） （页面存档备份，存于） - JR東日本
19. ↑  各駅の乗車人員（2018年度） （页面存档备份，存于） - JR東日本
20. ↑  各駅の乗車人員（2019年度） （页面存档备份，存于） - JR東日本

東京都統計年鑑
1. ↑  .   [2020-07-28]. （原始内容存档于2016-03-05）.
2. ↑  .   [2020-07-28]. （原始内容存档于2016-03-05）.
3. ↑  .   [2017-11-11]. （原始内容存档于2013-08-15）.
4. ↑  .   [2017-11-11]. （原始内容存档于2013-02-03）.
5. ↑  .   [2017-11-11]. （原始内容存档于2013-02-03）.
6. ↑  .   [2017-11-11]. （原始内容存档于2013-02-03）.
7. ↑  .   [2017-11-11]. （原始内容存档于2013-02-03）.
8. ↑  .   [2017-11-11]. （原始内容存档于2016-03-04）.
9. ↑  東京都統計年鑑（平成10年）PDF
10. ↑  東京都統計年鑑（平成11年）PDF
11. ↑  .   [2017-11-11]. （原始内容存档于2016-03-04）.
12. ↑  .   [2017-11-11]. （原始内容存档于2016-03-04）.
13. ↑  .   [2017-11-11]. （原始内容存档于2017-07-29）.
14. ↑  .   [2017-11-11]. （原始内容存档于2017-07-29）.
15. ↑  .   [2017-11-11]. （原始内容存档于2017-07-29）.
16. ↑  .   [2017-11-11]. （原始内容存档于2017-07-29）.
17. ↑  .   [2017-11-11]. （原始内容存档于2017-07-29）.
18. ↑  .   [2017-11-11]. （原始内容存档于2017-07-29）.
19. ↑  .   [2017-11-11]. （原始内容存档于2017-07-29）.
20. ↑  .   [2017-11-11]. （原始内容存档于2016-03-26）.
21. ↑  .   [2017-11-11]. （原始内容存档于2016-03-27）.
22. ↑  .   [2017-11-11]. （原始内容存档于2016-03-25）.
23. ↑  .   [2017-11-11]. （原始内容存档于2016-03-27）.
24. ↑  .   [2017-11-11]. （原始内容存档于2016-03-22）.
25. ↑  .   [2017-11-11]. （原始内容存档于2017-07-30）.
26. ↑  .   [2017-11-11]. （原始内容存档于2018-11-09）.
27. ↑  .   [2020-07-28]. （原始内容存档于2019-05-02）.
28. ↑  .   [2020-07-28]. （原始内容存档于2019-12-03）.
29. ↑  .   [2020-07-28]. （原始内容存档于2020-08-04）.

## 外部連結
- 車站資訊（東十條）：東日本旅客鐵道

35°45′46.6″N 139°43′39.6″E / 35.762944°N 139.727667°E